# 統合小銃旅団 (ウクライナ空軍)
ウクライナ空軍統合小銃旅団（ウクライナくうぐんとうごうしょうじゅうりょだん、ウクライナ語: Зведена стрілецька бригада Повітряних Сил）は、ウクライナ空軍の旅団。空軍司令部隷下。

## 概要

### ドンバス戦争

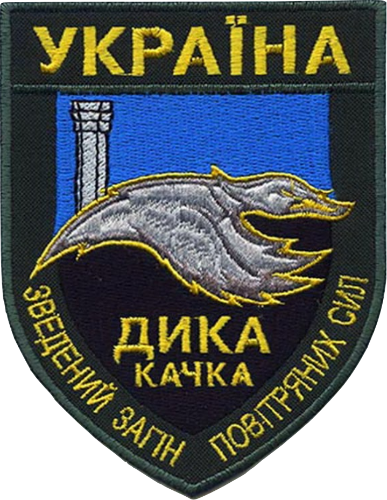
ウクライナ空軍統合分遣隊章

2014年9月15日、ドンバス戦争の影響に伴い、ウクライナ空軍志願兵を基幹にウクライナ空軍統合分遣隊 ワイルド・ダックとして創設された。団員200人のうち3分の1が将校で指揮官には地上部隊の指揮経験があるボフダン・ボンダル空軍大佐が就任し、2日間の訓練を受けた。
2014年10月、最前線の東部ドネツィク州に配備され、陣地到着前に自称ドネツク人民共和国のロケット砲攻撃を受けて物資を積んだトラック9台のうち5台が破壊され、負傷者1人の損害を受けた。初陣は同じ空軍の第156高射ミサイル連隊と交代し、11月までドネツィク国際空港を45日間防御した。
団員の多数がポーランドと接する西ウクライナ出身者で西部訛りとポーランド軍から寄贈された戦闘服を着用していたことで、ドネツク人民共和国からはポーランドの特殊部隊が参戦したと恐れられた。
2015年1月、アウディーイウカ方面を防御していたが、T-72戦車10輌とT-12対戦車砲1個中隊で強化されたドネツク人民共和国第1スラビャンスク旅団が攻勢を開始し、10時間の死闘の末に戦死者50人以上、捕虜7人の損害を与えて撃退した。戦死者2人の損害を受けたが、朝になると団員は負傷したテロリストを集め彼らに食事を与え、その後ウクライナ保安庁に引き渡した。以後9月までに7回のローテーションに参加した。

### ロシアのウクライナ侵攻

#### 東部・南ドネツク戦線
2023年2月、部隊増強に伴い、ウクライナ空軍統合小銃旅団に改編された。6月に東部ドネツィク州に配備され、ウクライナ海兵隊と共に攻勢に参加した。

#### 南部・ドニエプル川戦線
2023年10月、南部ヘルソン州に再配置され、ドニエプル川東岸を防御した。

#### 北東部・ハルキウ戦線
2024年6月、ロシアと国境を接する北東部ハルキウ州に再配置され、友軍の救援でヴォウチャンシク方面に展開した。